# Masaaki Ōsumi
Masaaki Ōsumi (大隅 正秋?, Ōsumi Masaaki; Hyogo, 1934) è un regista giapponese.

## Filmografia

### Regista

#### Lungometraggi
- Hashire Melos! (1992)
- Lupin III - Viaggio nel pericolo (1993)

#### Cortometraggi
- Kaibutsu-kun: Suna Majin wo Yattsukero no Maki/Kaibutsu-kun to Haniwa Kaijin no Maki (cortometraggio TV, 1969)
- Lupin III: Pilot Film (1969)
- Mûmin (1971)

#### Serie televisive
- Obake no Q-tarō (1965)
- Pāman (1967)
- Carletto il principe dei mostri (1968)
- Moomin (episodi 1-26, 1969-1970)
- Le avventure di Lupin III (11 episodi, 1971-1972)
- Il Tulipano Nero - La Stella della Senna (1975)
- Robokko Beaton (1976)
- Il cucciolo (1983)